# Arthroleptis perreti
Arthroleptis perreti é uma espécie de anfíbio anuro da família Arthroleptidae. Está presente nos Camarões. Não foi ainda avaliada pela UICN.